# فندق كارلتون (مدينة تونس)

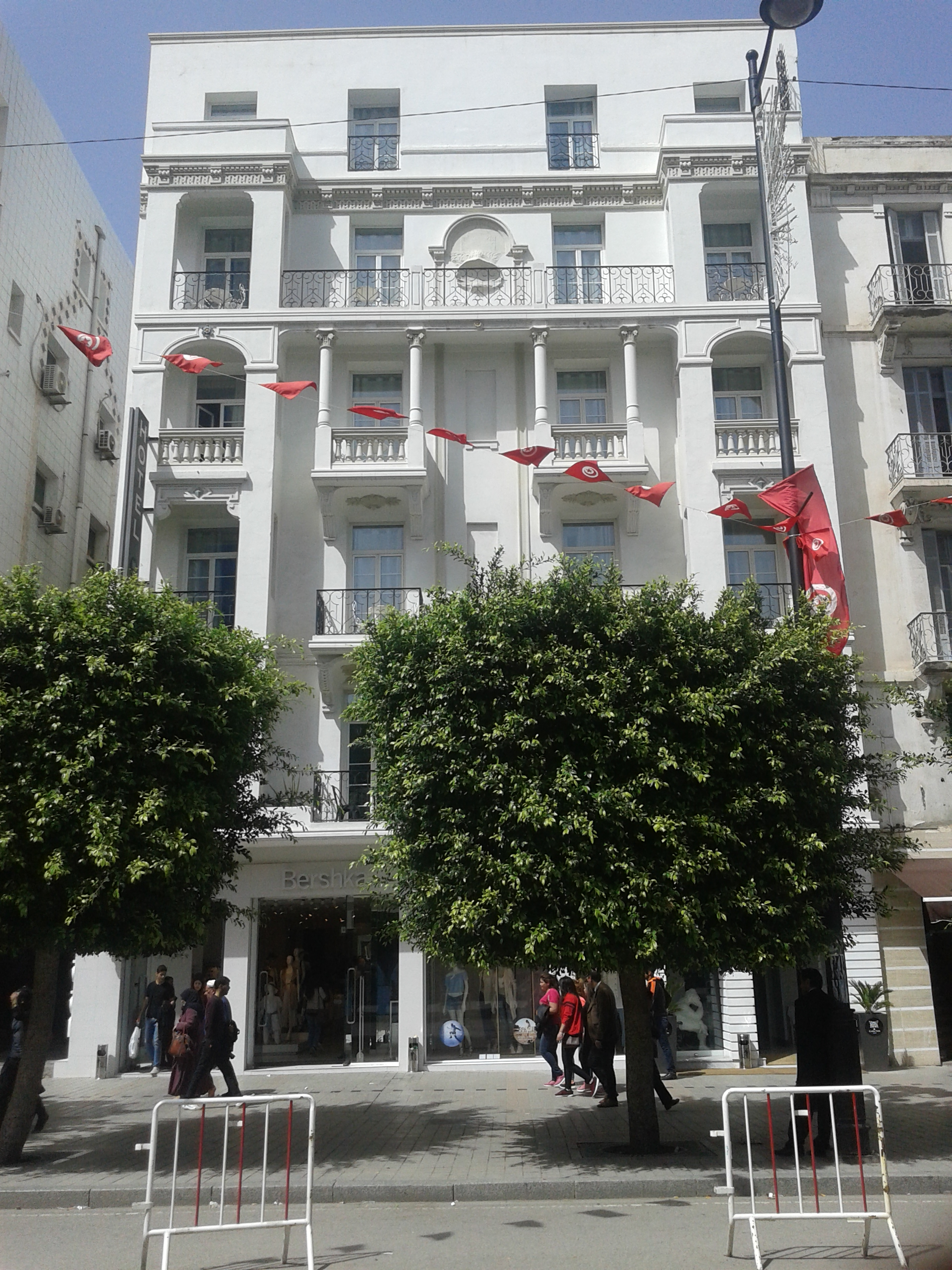
واجهة فندق كارلتون.

فندق كارلتون (بالفرنسية: Hôtel Carlton)‏ هو فندق ثلاثة نجوم يطل على شارع الحبيب بورقيبة في تونس العاصمة، وتم بناؤه في 1926.

## التاريخ
شيّد الفندق في 1926 (التاريخ مذكور على خرطوشة فوق باب المدخل) من قبل المقاول جوزيف أبيتا (Joseph Abita)، نفس الرجل الذي صمم بلدية شارع قرطاج وكنيسة القديس جورج الأرثوذكسية بتونس. كان يوجد في الفندق حانة على الطراز الأمريكي (American Bar).

أخذ المصور فيكتور سيباغ صورة مشهورة للممثلة الفرنسية سوزي فرنون أمام باب الفندق في 1928.

في 2013، استقرت شركة الملابس الجاهزة الإسبانية برشاكا في متجر الطابق الأرضي للفندق. 

في 2014، تم تجديد الفندق بالكامل.

## الهندسة
واجهة الفندق تنتمي للطراز التركيبي، عبر تطابق الشرف ذات الأعمدة، وإطار الكورنيش والدرابزين.

## روابط خارجية
- الموقع الرسمي.